# Inermomulciber schultzei
Inermomulciber schultzei är en skalbaggsart som beskrevs av Stefan von Breuning 1974. Inermomulciber schultzei ingår i släktet Inermomulciber och familjen långhorningar.
Artens utbredningsområde är Filippinerna. Inga underarter finns listade i Catalogue of Life.